# Кошанка (приток Прони)
Кошанка (бел. Кашанка) — река в Могилевской области Белоруссии, левый приток реки Проня (бассейн Днепра). Длина 39 км, площадь водосбора 146 км². Расход воды в устье — 0,8 м³/с, средний уклон водной поверхности 1,5 ‰.
Река начинается севернее агрогородка Бастеновичи в Мстиславском районе. Верхнее и среднее течение проходит по Мстиславскому району, нижнее по Чаусскому району. Генеральное направление течения — юго-запад.
Долина в верховьях слабовыраженная, ниже чашеобразная и трапециевидная; ширина её 150—300 м в верхнем течении, 400—600 м в среднем, до 1,3 км в нижнем. Склоны высотой до 20—25 м, изрезаны оврагами и долинами мелких притоков, на большом протяжении открытые. Пойма прерывистая, шириной 100—300 м, местами до 800 м.
Русло канализировано в течение 4,4 км (между деревнями Ширки и Терени Мстиславского района), на остальном протяжении извилистое. Ширина реки в межень 1—5 м, местами до 10 м.
Приток: Клинка (правый).
Река протекает сёла и деревни Бастеновичи, Ширки, Мишни, Терени, Андраны, Тыща, Долговичи (Мстиславский район); Кротки, Пухнова, Дедня (Чаусский район). Впадает в Проню напротив деревни Скварск.